# 吴彩鸾

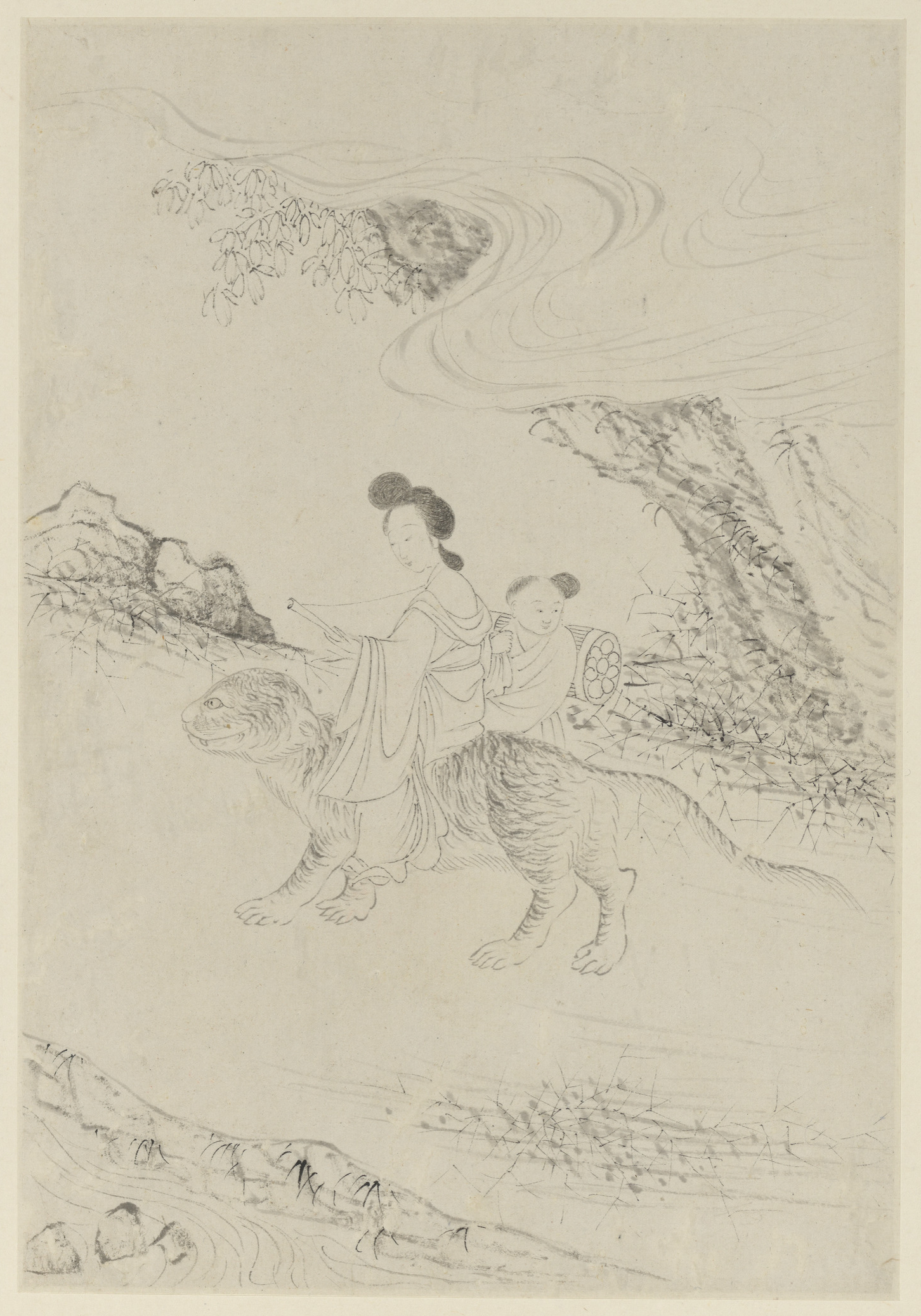
清改琦《列女圖》之《彩鸞寫韻》

吴彩鸾，豫章分宁（今江西南昌）人，大洞真君吴猛之女，亦是仙人，不见于正史。
其形象多见于古代画作中，为驱驾猛虎的美女；有時為了表现夫妻同心同志，也有男女乘虎的画像，就是她其与丈夫文萧的神话典故。有记载她的容貌「幽兰自芳，美玉不艳，云孤碧落，月淡寒空」。
傳說唐文宗大和末年，與書生文簫相戀成婚。因家境貧困，每日寫孫愐所著《唐韻》一部，販售度日。武宗會昌二年（842年）遷至新吳越王山側，其后相傳夫婦兩人皆得道成仙。